# Великий Березний (станція)
Вели́кий Бере́зний — проміжна залізнична станція Ужгородської дирекції Львівської залізниці на лінії Самбір — Чоп між станціями Соля (11 км) та Дубриничі (12 км). Розташована у смт Великий Березний Великоберезнянського району Закарпатської області.

## Історія
Станцію відкрито 1893 року у складі залізниці Ужгород — Великий Березний. Певний час станція була тупиковою, допоки на початку ХХ століття не було відкрито продовження до станції Сянки.
За часи Австро-Угорщини вживався угорський варіант назви — Надьберезна (Nagyberezna), з 1918 по 1974 роки — Велике Березне. Сучасна уточнена назва — з 1974 року.
Електрифіковано станцію 1968 року у складі дільниці Самбір — Чоп.
На станції зупиняються приміські електропоїзди до станцій Мукачево та Сянки, а також щоденний пасажирський потяг далекого сполучення №59/60 Київ — Чоп.